# 威廉·维尔容
威廉·维尔容（Willem Viljoen，1985年3月5日—），南非男子羽毛球運動員。

## 簡歷
2012年，威廉·维尔容代表南非出戰英國倫敦舉行的奥林匹克运动会羽毛球比賽男子雙打項目。
2015年8月，威廉·维尔容參加印尼雅加達舉行的世界羽毛球錦標賽，與安德里斯·马兰合作出戰男子雙打項目，他們在首圈輪空，但在第二圈就以0比2（14-21、10-21）不敵頭號種子、南韓的李龍大/柳延星出局。

## 主要比賽成績
只列出曾進入準決賽的國際賽事成績：
| 年份   | 賽事                                     | 公開賽級別 | 項目     | 拍檔                 | 成績   |
| ------ | ---------------------------------------- | ---------- | -------- | -------------------- | ------ |
| 2007年 | 全非運動會羽毛球比賽                     | 其他       | 混合團體 | －                   | 銀牌   |
| 2007年 | 全非運動會羽毛球比賽                     | 其他       | 男子雙打 | 多利安·兰斯·詹姆斯   | 銀牌   |
| 2009年 | 毛里裘斯羽毛球國際賽                     | 國際系列賽 | 男子雙打 | 多利安·詹姆斯        | 冠軍   |
| 2009年 | 南非羽毛球國際賽                         | 國際系列賽 | 男子雙打 | 多利安·詹姆斯        | 冠軍   |
| 2009年 | 南非羽毛球國際賽                         | 國際系列賽 | 混合雙打 | Jade Morgan          | 亞軍   |
| 2011年 | 全非運動會羽毛球比賽                     | 其他       | 混合團體 | －                   | 銀牌   |
| 2011年 | 全非運動會羽毛球比賽                     | 其他       | 男子雙打 | 多利安·詹姆斯        | 銀牌   |
| 2011年 | 全非運動會羽毛球比賽                     | 其他       | 混合雙打 | 安娜里·維爾容        | 金牌   |
| 2012年 | 非洲羽毛球錦標賽                         | 其他       | 男子雙打 | 多利安·兰斯·詹姆斯   | 冠軍   |
| 2012年 | 秘魯羽毛球國際賽                         | 國際挑戰賽 | 男子雙打 | 多利安·兰斯·詹姆斯   | 準決賽 |
| 2013年 | 非洲羽毛球錦標賽                         | 其他       | 混合團體 | －                   | 冠軍   |
| 2013年 | 非洲羽毛球錦標賽                         | 其他       | 男子雙打 | 安德里斯·马兰        | 冠軍   |
| 2013年 | 非洲羽毛球錦標賽                         | 其他       | 混合雙打 | 米歇尔·巴特勒-埃米特 | 冠軍   |
| 2013年 | 毛里裘斯羽毛球國際賽                     | 未來系列賽 | 男子雙打 | 安德里斯·马兰        | 冠軍   |
| 2013年 | 毛里裘斯羽毛球國際賽                     | 未來系列賽 | 混合雙打 | 米歇尔·巴特勒-埃米特 | 冠軍   |
| 2014年 | 烏干達羽毛球國際賽                       | 國際系列賽 | 男子雙打 | 安德里斯·马兰        | 亞軍   |
| 2014年 | 非洲羽毛球錦標賽                         | 其他       | 混合團體 | －                   | 冠軍   |
| 2014年 | 非洲羽毛球錦標賽                         | 其他       | 男子雙打 | 安德里斯·马兰        | 冠軍   |
| 2014年 | 非洲羽毛球錦標賽                         | 其他       | 混合雙打 | 米歇尔·巴特勒-埃米特 | 冠軍   |
| 2014年 | 拉各斯羽毛球國際挑戰賽                   | 國際挑戰賽 | 男子雙打 | 安德里斯·马兰        | 冠軍   |
| 2014年 | 毛里裘斯羽毛球國際賽                     | 國際系列賽 | 男子雙打 | 安德里斯·马兰        | 準決賽 |
| 2014年 | 博茨瓦納羽毛球國際賽                     | 國際系列賽 | 男子雙打 | 安德里斯·马兰        | 冠軍   |
| 2014年 | 博茨瓦納羽毛球國際賽                     | 國際系列賽 | 混合雙打 | 安娜里·维尔容        | 冠軍   |
| 2015年 | 毛里裘斯羽毛球國際賽                     | 國際系列賽 | 男子雙打 | 安德里斯·马兰        | 亞軍   |
| 2015年 | 全非運動會羽毛球比賽 暨 非洲羽毛球錦標賽 | 其他       | 混合團體 | －                   | 亞軍   |
| 2015年 | 全非運動會羽毛球比賽 暨 非洲羽毛球錦標賽 | 其他       | 男子雙打 | 安德里斯·马兰        | 冠軍   |
| 2015年 | 全非運動會羽毛球比賽 暨 非洲羽毛球錦標賽 | 其他       | 混合雙打 | 米歇尔·巴特勒-埃米特 | 亞軍   |
| 2015年 | 埃塞俄比亞羽毛球國際賽                   | 國際系列賽 | 男子雙打 | 安德里斯·马兰        | 冠軍   |
| 2015年 | 贊比亞羽毛球國際賽                       | 國際系列賽 | 男子雙打 | 安德里斯·马兰        | 冠軍   |
| 2015年 | 南非羽毛球國際賽                         | 國際系列賽 | 男子雙打 | 安德里斯·马兰        | 亞軍   |
| 2015年 | 博茨瓦納羽毛球國際賽                     | 國際系列賽 | 男子雙打 | 安德里斯·马兰        | 冠軍   |
| 2016年 | 羅斯希爾羽毛球國際賽                     | 未來系列賽 | 男子雙打 | 安德里斯·马兰        | 冠軍   |
| 2016年 | 非洲羽毛球團體錦標賽                     | 其他       | 男子團體 | －                   | 冠軍   |

| 2007-2017年 | 首要超級賽 | 超級賽 | 黃金大獎賽 | 大獎賽 | 國際挑戰賽 | 國際系列賽 | 未來系列賽 | 其他 |

| 2018-2026年 | 總決賽 | 超級1000賽 | 超級750賽 | 超級500賽 | 超級300賽 | 超級100賽 | 國際挑戰賽 | 國際系列賽 | 未來系列賽 | 其他 |

### 奧運會和世錦賽參賽紀錄
|          | 搭檔               | 2010 | 2011 | 2012       | 2013 | 2014 | 2015 |
| -------- | ------------------ | ---- | ---- | ---------- | ---- | ---- | ---- |
| 男子雙打 | 多利安·兰斯·詹姆斯 | 32強 | 32強 | 小組第四名 | －   | －   | －   |
| 男子雙打 | 安德里斯·马兰      | －   | －   | －         | －   | 48強 | 32強 |